# Elifas Andreato
Elifas Vicente Andreato (Rolândia, 22 de janeiro de 1946 – São Paulo, 29 de março de 2022) foi  um designer gráfico e ilustrador brasileiro. Era irmão do ator Elias Andreato e foi casado com a fotógrafa Iolanda Huzak Furini.

## Biografia
Com mais de quarenta anos de atividade como artista plástico, Elifas foi especialmente reconhecido como ilustrador de inúmeras capas de discos de vinil nos anos 70, incluindo grandes nomes da Música Popular Brasileira, como Chico Buarque de Holanda, Elis Regina, Adoniran Barbosa, Paulinho da Viola, Martinho da Vila, Toquinho e Vinícius de Moraes.

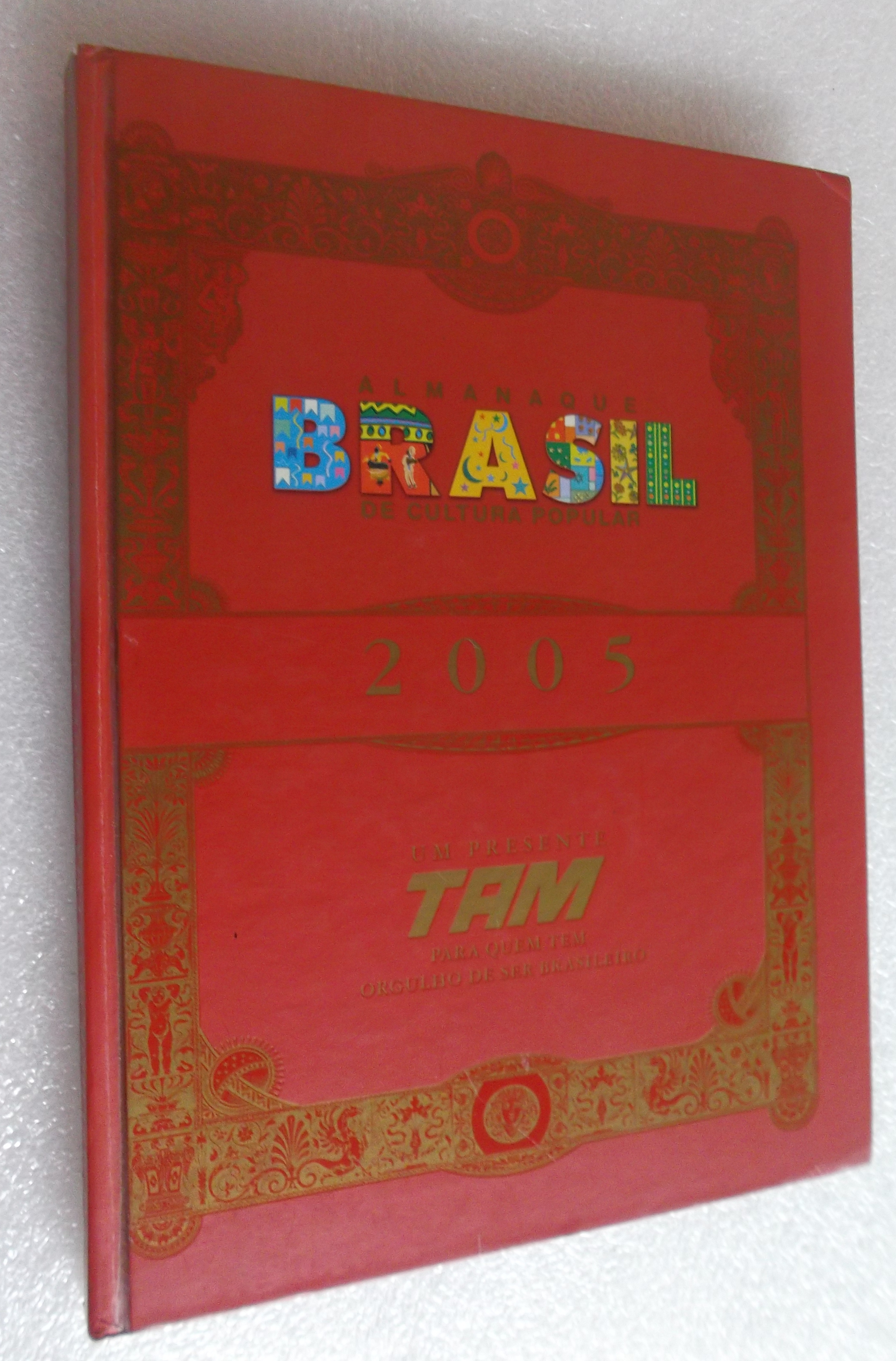
Almanaque Brasil, uma das criações do Andreato.

O traço poético com profundo sentido social definiu os trabalhos de Elifas como um ícone de uma geração que protestava, por meio da arte, contra a ditadura militar vigente.
Da geração do vinil, Elifas foi o maior capista, chegando a produzir a capa de 362 discos, com destaque para a Ópera do Malandro, de Chico Buarque, A Rosa do Povo, de Martinho da Vila, Clementina de Jesus, O Sorriso Ao Pé da Escada, de Jessé e A Arca de Noé, obra de Vinícius de Moraes. Elifas começou sua produção de capas em 1973, quando criou a do long-play Nervos de Aço, de Paulinho da Viola. Nos anos 70 também ilustrou obras de literatura brasileira, como A Legião Estrangeira, de Clarice Lispector.
Além dos trabalhos genuinamente engajados, Elifas produziu peças de grande qualidade artística, com projeção internacional e reconhecimento no mundo inteiro. Produziu também cartazes, gravuras e ilustrações, e foi diretor editorial do Almanaque Brasil de Cultura Popular, revista distribuída a bordo das aeronaves da companhia aérea TAM, para assinantes e bancas.
Compositor bissexto, desenvolveu, entretanto importante parceria com o cantor Jessé.

## Prêmio
Em 2011 foi homenageado no Prêmio Vladimir Herzog por ter sido perseguido durante a ditadura militar brasileira (1964–1985).